# Řád calatravských rytířů
Calatravský řád (španělsky Orden de Calatrava, portugalsky Ordem de Calatrava) neboli Řád calatravských rytířů byl jedním ze čtyř španělských vojensko-rytířských řádů a také prvním takovým řádem založeným v Kastilii, ale až v pořadí druhým, který získal schválení papežem.

## Založení rytířského řádu

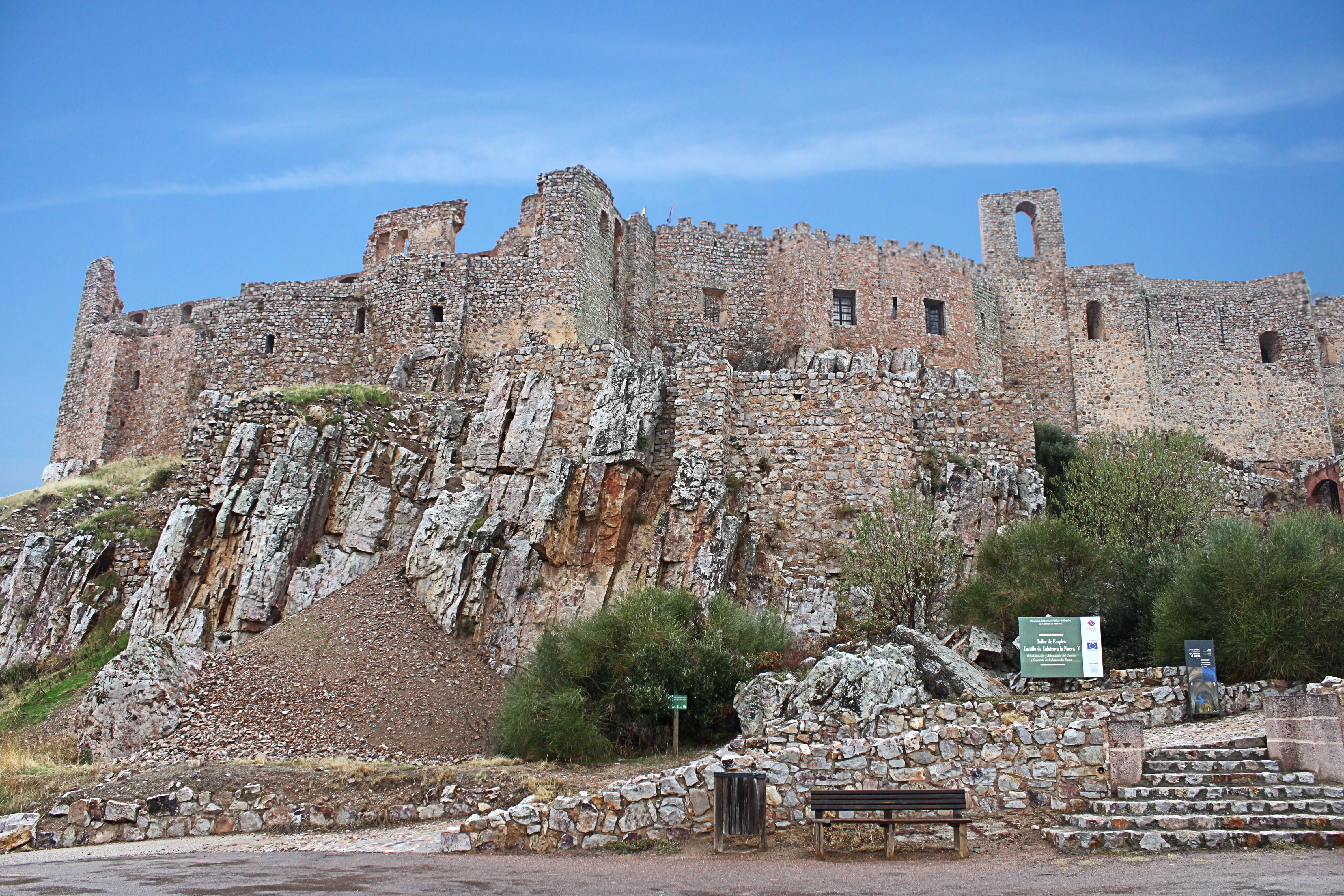
Pevnost Caltrava

Řád byl založen roku 1158 v Kastilii jako vojenská odnož cisterciáckého řádu. Calatrava byla pevnost v jižním Španělsku, vzdálená zhruba 110 km od Toleda. Roku 1147 byla králem Alfonsem VII. osvobozena od muslimů. Poté byla deset let v držení řádu templářů. V roce 1158 požádal cisterciácký opat Ramón Sierra o převzetí Calatravy a ještě toho roku mu bylo vyhověno. Zároveň se k němu připojilo mnoho navarrských vojáků, což přispělo k založení nového vojenského řádu. V 2. polovině 12. století opustili pevnost cisterciáčtí mniši a jejich funkci přebrali řádoví kaplani, takže řád byl již čistě vojenský. Roku 1187 byl potvrzen papežem Řehořem VIII.
Řád dodržoval řeholi stanovenou papežem Řehořem VIII., do jejíž pravidel například patřily náboženské sliby jako slib mlčení, čtyři dny v týdnu abstinence, několikadenní půsty, spaní ve zbroji či nošení bílého cisterciáckého roucha.

## Boje proti Maurům
Ke konci 12. století se řád musel potýkat s invazí španělských a afrických Maurů. Vrcholná bitva se odehrála u Alarcos roku 1195. Řád bitvu prohrál a byl téměř zdecimován. Přeživší členové se usadili v klášteře Cirvelos, kde započali organizovat nábor nových rytířů. Roku 1198 řádové vojsko zvítězilo v bitvě u Salvatierry.
Po dobu čtrnácti let nesl řád název „Rytíři ze Salvatierry“. Během několika roků však Salvatierra padla a řád byl rozptýlen. Kvůli strachu z dalšího postupu Maurů vybízel papež Inocenc III. křižáky k výpravě do Španělska. V roce 1212 byla Calatrava získána zpět a Maurové byli postupně vytlačováni na jih.
Od zpětného získání Calatravy zažíval řád období rozkvětu. Jeho působnost byla rozšířena po celém Španělsku. Řád si rovněž vydobyl nezávislost na světské moci a v moci duchovní byl podřízen pouze morimondskému opatovi a papeži.
V této době vlastnil řád kolem 56 komturií, 16 převorství a 64 vesnic. Roční příjem řádu byl 50 000 dukátů.
Toto období však koncem století skončilo kvůli vnitřním rozporům uvnitř řádu. Jedním z nich například bylo roku 1296 zvolení dvou velmistrů.

## Pod královskou správou

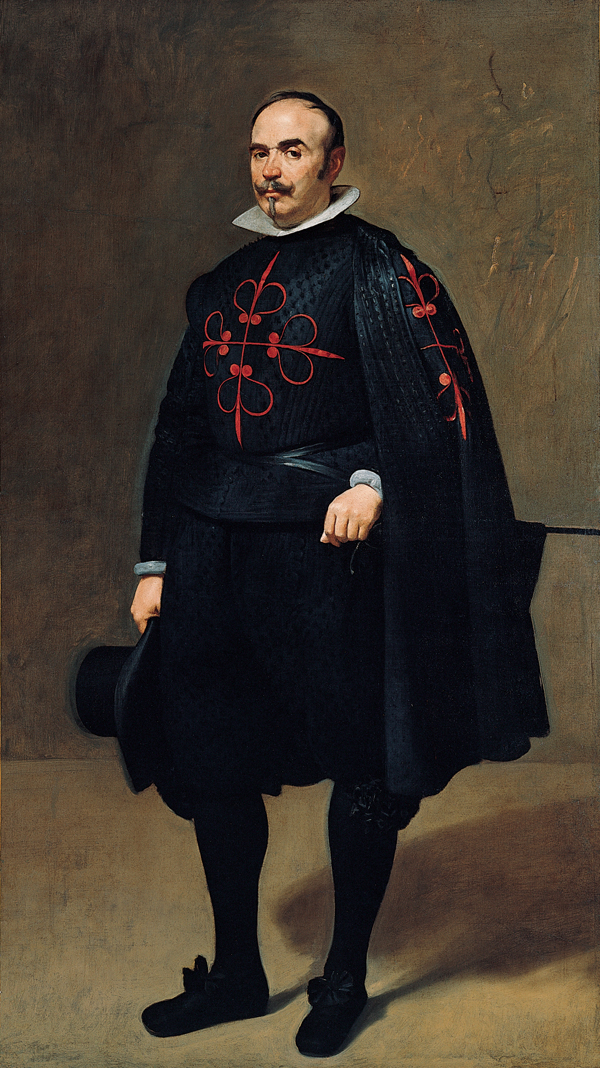
Don Pedro de Barberana y Aparregui - řádový rytíř

Politická autonomie calatravského řádu skončila roku 1487 smrtí velmistra Lopéze de Padilla a řád spadl pod správu krále Ferdinanda Aragonského. Řádová činnost se postupně vytratila, k čemuž pomohla i velká konfiskace majetku. Řád existuje dodnes, současným velmistrem je král Filip VI. Španělský.

## Velmistři calatravského řádu
- Don García (1164–1169)
- Fernando Escaza (1169–1170)

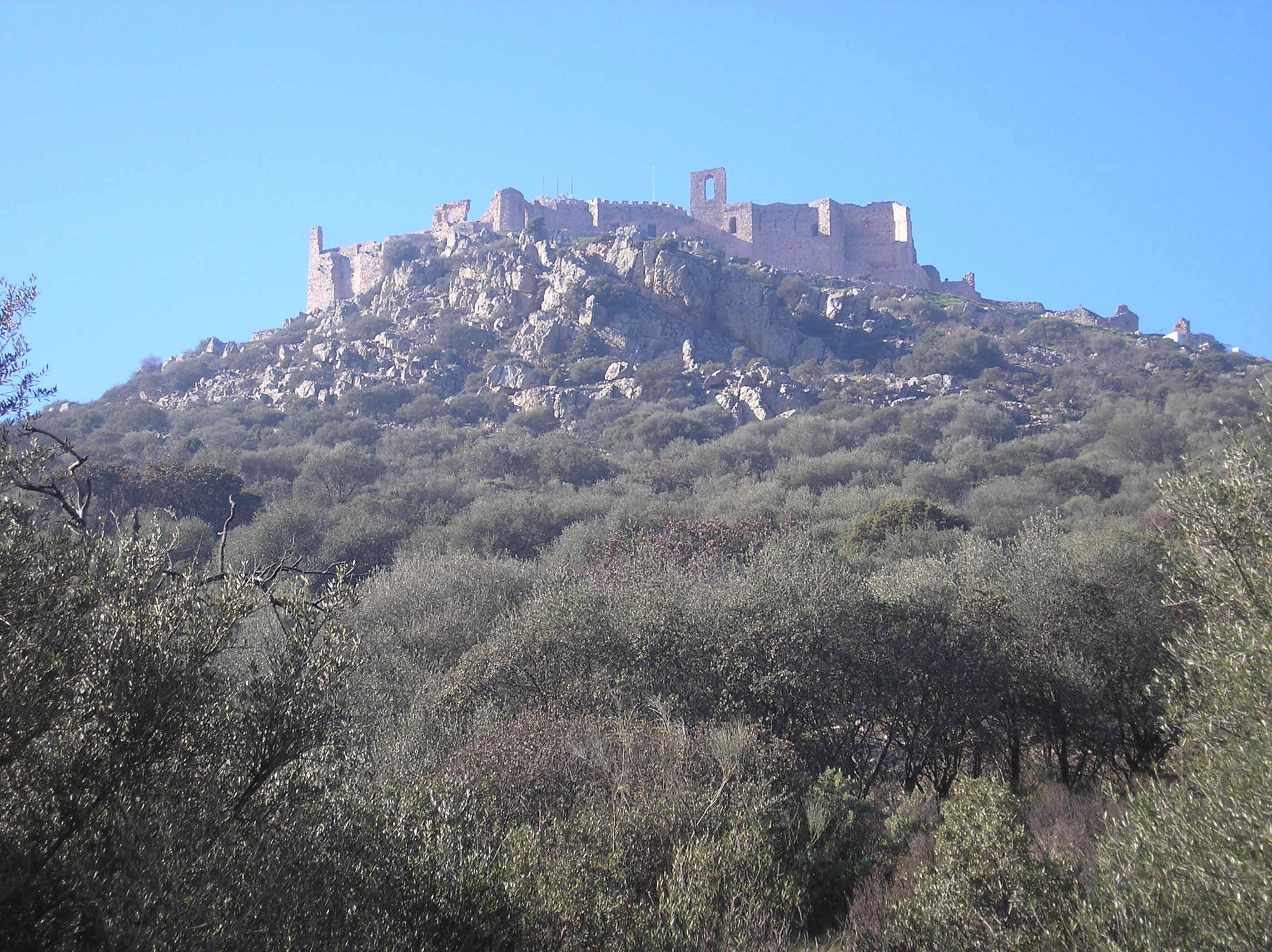
Pohled na hrad Calatrava

- Martín Pérez de Siones (1170–1182)
- Nuño Pérez de Quiñones (1182–1199)
- Martín Martínez (1199–1207)
- Ruy Díaz de Yanguas (1207–1212)
- Rodrigo Garcés (1212–1216)
- Martín Fernández de Quintana (1216–1218)
- Gonzalo Yáñez de Novoa (1218–1238)
- Martín Ruiz (1238–1240)
- Gómez Manrique (1240–1243)
- Fernando Órdoñez (1243–1254)
- Pedro Yáñez (1254–1267)
- Juan González (1267–1284)
- Ruy Pérez Ponce (1284–1295)
- Diego López de Santsoles (1295–1296)
- Garci López de Padilla (1296–1322)
- Juan Núñez de Prado (1322–1355)
- Diego García de Padilla (1355–1365)
- Martín López de Córdoba (1365–1371)
- Pedro Muñiz de Godoy (1371–1384)
- Pedro Álvarez de Pereira (1384–1385)
- Gonzalo Núñez de Guzmán (1385–1404)
- Enrique de Villena (1404–1407)
- Luis González de Guzmán (1407–1443)
- Fernando de Padilla (1443–1443)
- Alonso de Aragón (1443–1445)
- Pedro Girón (1445–1466)
- Rodrigo Téllez Girón (1466–1482)
- Garcia López de Padilla (1482–1487)

Po nich byli velmistry řádu samotní španělští králové.